# Одноглазые короли
«Одноглазые короли» (фр. …les borgnes sont Rois) — французский немой короткометражный фильм, снятый Мишелем Леруа и Эдмоном Сешаном в 1974 году и повествующий о похождениях мужчины, выгуливающего собаку. Фильм удостоен премии «Оскар». В 2012 году фильм был размещён в архиве Академии кинематографических искусств и наук.
Название фильма представляет собой вторую часть пословицы «В стране слепцов одноглазые — короли» (фр. Au pays des aveugles, les borgnes sont rois).

## Сюжет
Немолодой мужчина живёт со своей престарелой матерью, которая больше всего на свете любит свою собачку, которая даже сидит рядом с хозяйкой за обеденным столом. На сына возложена обязанность выгуливать собаку, однако в процессе он постоянно попадает в неловкие ситуации: на проезжей части его чуть не сбивает машина, на тротуаре он сталкивается с прохожими, сидящие на скамейке женщины отодвигаются, а в парк с собакой его не пускают.
Однажды герой замечает, что к слепцам прохожие и полицейские относятся не в пример добрее. Тогда он решается на хитрость: выходя из дома, он надевает тёмные очки и выдаёт себя за слепого, а собаку за своего поводыря. Теперь ему сопутствует успех: прохожие предлагают помощь, сторож в парке открывает перед ним двери, в парке вокруг «слепого» собирается целая компания друзей. Однако долго наслаждаться такой жизнью у героя не получается: однажды, испугавшись слишком эмоционального рассказа хозяина об охоте, его собака сбежала, и «слепого» проводили до дома, где его обман раскрылся. Как оказалось, собака добралась домой сама. После этого выгуливание пса было поручено домработнице, а герой вновь погрузился в одиночество.

## В ролях
- Поль Пребуа — мужчина
- Мари Марк — мать
- Лин Шардонне — эпизод

## Награды
- 47-я церемония вручения наград премии «Оскар» (1975) — Премия «Оскар» за лучший игровой короткометражный фильм[3]